# Вакцинація проти COVID-19 в Аргентині
Вакцинація проти COVID-19 в Аргентині — це кампанія масової імунізації населення Аргентини проти COVID-19 під час пандемії коронавірусної хвороби. Вакцинація проти COVID-19 розпочалась в Аргентині 29 грудня 2020 року зі щеплення медичних працівників. У листопаді 2020 року Аргентина уклала угоду із Великою Британією щодо вакцини британського виробництва, розробленої фармацевтичною компанією «AstraZeneca» та Оксфордським університетом. За угодою Аргентина отримала 22,4 мільйона доз вакцини. Протягом першого тижня медичним працівникам було введено 39599 доз вакцини.
18 лютого 2021 року в провінції Буенос-Айрес почалася вакцинація громадян віком від 70 років. Як тимчасові центри вакцинації використовувалися, зокрема, школи.

## Передумови
У перші дні листопада 2020 року уряд Аргентини оголосив, що придбає протягом грудня 2020 року та січня 2021 року 25 мільйонів доз російської вакцини «Спутник V» після того, як вона пройде III фазу клінічних досліджень. Інші вакцини, зокрема розроблені Оксфордським університетом і «AstraZeneca», «Pfizer» і Китаєм, також були заплановані до придбання з часом.
22 грудня рейс, який привіз перші дози вакцини Sputnik V до країни, вирушив до Москви після проведення переговорів про постачання вакцини на початку грудня. 300 тисяч доз надійшло 24 грудня, а кампанія вакцинації почалася 29 грудня. Губернатор провінції Буенос-Айрес Аксель Кісіллоф був одним з перших, хто вакцинувався. Днем пізніше в країні також була схвалена вакцина AZD1222, розроблена Оксфордським університетом і AstraZeneca.
29 травня 2021 року міністр охорони здоров'я Карла Віццотті зустрілася з президентом Куби Мігелем Діас-Канелем, щоб обговорити можливість постачання досі не схваленої вакцини кубинського виробництва «Soberana 02».
17 липня 2021 року до Аргентини надійшло 3,5 мільйона доз вакцини Moderna як пожертвування США. До цього, 9 липня 2021 року, Аргентина оголосила, що закупила 20 мільйонів доз вакцини у компанії «Moderna» за угодою про постачання.
Європейський інвестиційний банк співпрацював з урядом Аргентини, щоб надати країні 100 мільйонів доларів для допомоги в придбанні щеплень проти COVID-19 і розгортанні вакцинальної кампанії.

## Використані вакцини
| Вакцина            | Схвалення | Використання |
| ------------------ | --------- | ------------ |
| Pfizer–BioNTech    | Так       | Так          |
| Oxford–AstraZeneca | Так       | Так          |
| Спутник V          | Так       | Так          |
| Sinopharm BIBP     | Так       | Так          |
| Moderna            | Так       | Так          |
| Bharat Biotech     | Так       | Ні           |
| CanSino            | Так       | Ні           |

## Вакцини на стадії досліджень
| Вакцина  | Тип (технологія) | I фаза | II фаза | III фаза     |
| -------- | ---------------- | ------ | ------- | ------------ |
| CureVac  | РНК              | Так    | Так     | В очікуванні |
| ReiThera | Вірусний вектор  | Так    | Так     | В очікуванні |